# Police Tactical Unit
Pour les articles homonymes, voir PTU.
La Police Tactical Unit (abréviation: PTU; (zh) 警察機動部隊) est une unité de police paramilitaire de la Hong Kong Police Force. Cette unité sert à la sécurité de la ville de Hong Kong, à la lutte anti-criminalité et au maintien de l'ordre. Ils portent le surnom de béret bleu car celui-ci fait parte intégrante de leur uniforme.
La Special Duties Unit est une division du PTU spécialisée dans la lutte contre le terrorisme et le secours d'otages.

## Organisation
Le siège de la Police Tactical Unit ainsi que son camp d’entraînement est situé à Fanling.
L'unité est composé de 11 compagnies, comprenant environ 2000 hommes. Chaque compagnie est placé sous le commandement d'un superintendant et est composé de quatre sections. Chaque section comprend 32 officiers, un chef de section et huit sergents.

## Équipement

### Armes à feu
- Smith & Wesson Modèle 10
- Remington 870
- Federal Riot Gun
- AR-15
- H&K MP5

### Véhicules
- Mercedes-Benz Vario
- Mercedes-Benz Sprinter
- Mercedes-Benz Unimog U5000.

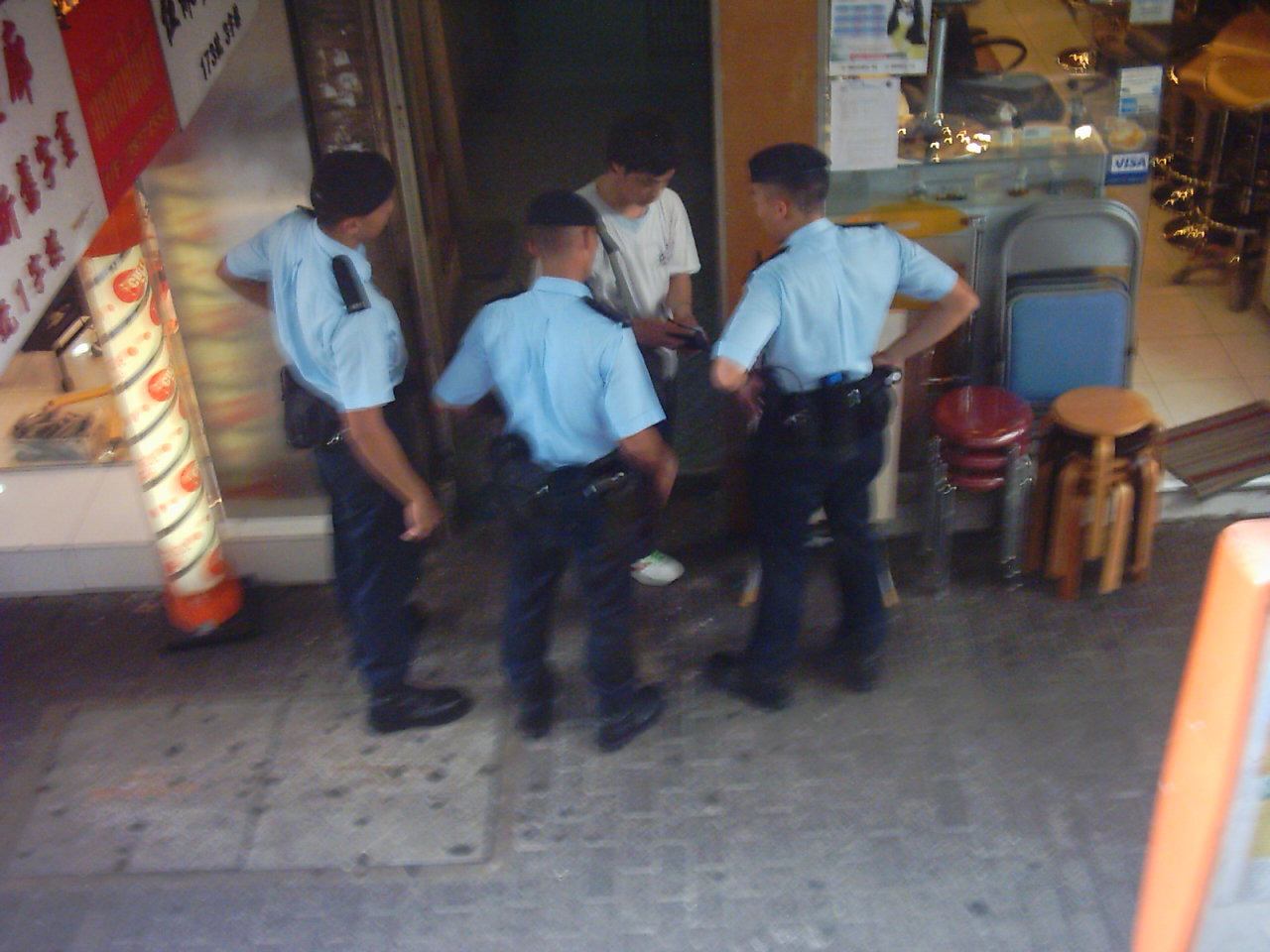
Officiers de la Police Tactical Unit stoppant un suspect.
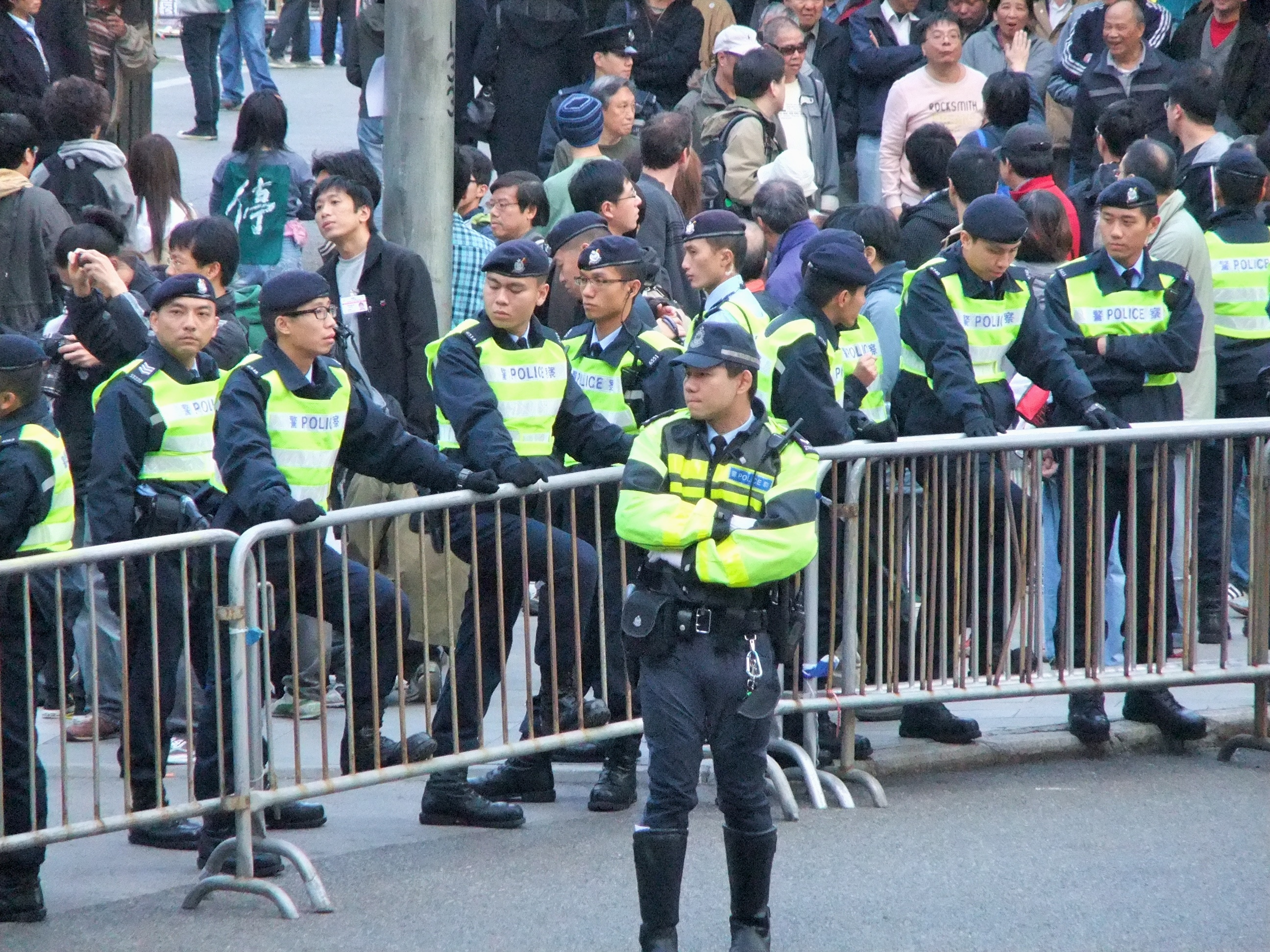
Officiers PTU derrière des barricades.
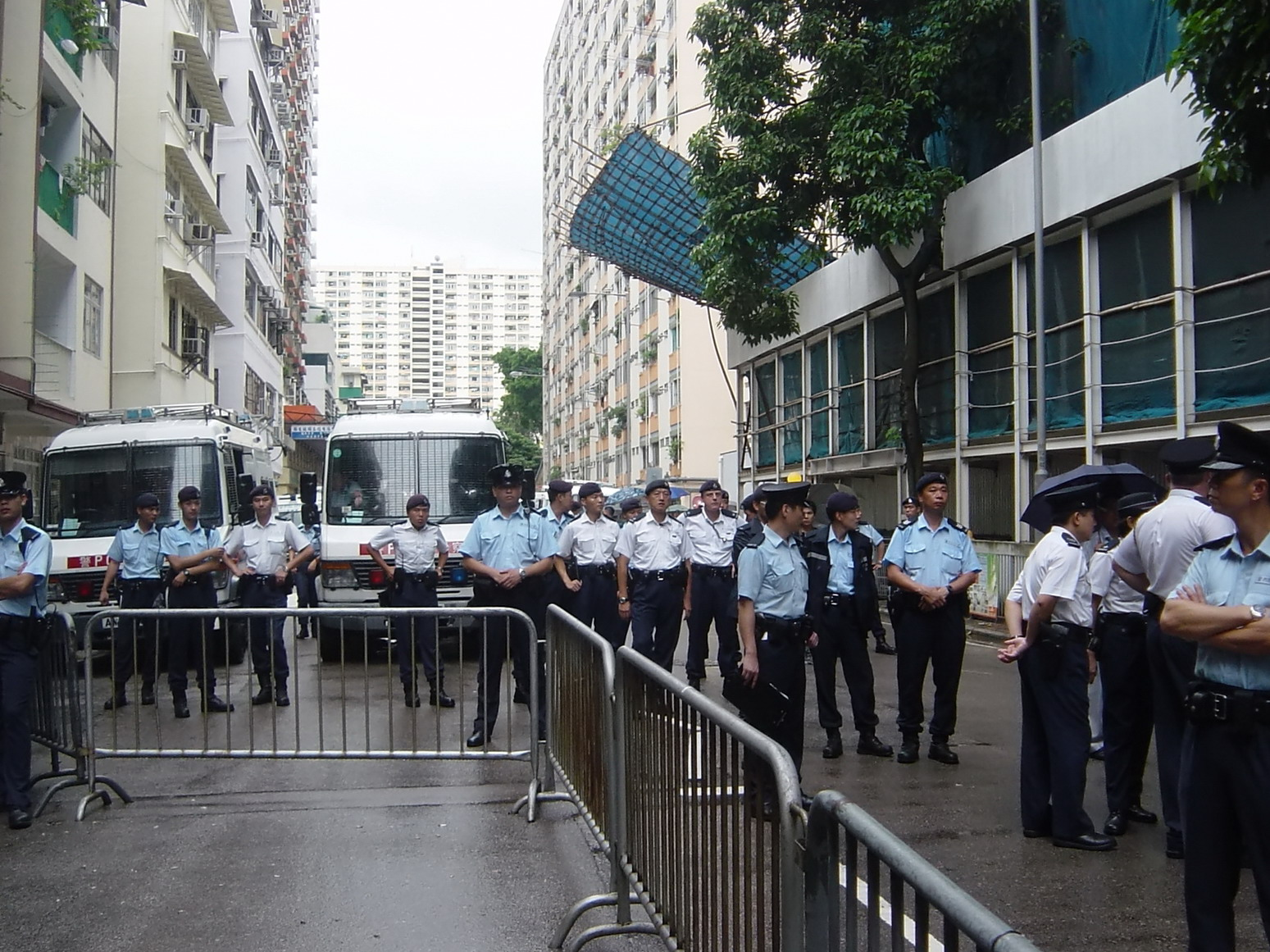
Officiers PTU durant une manifestation en aout 2007.
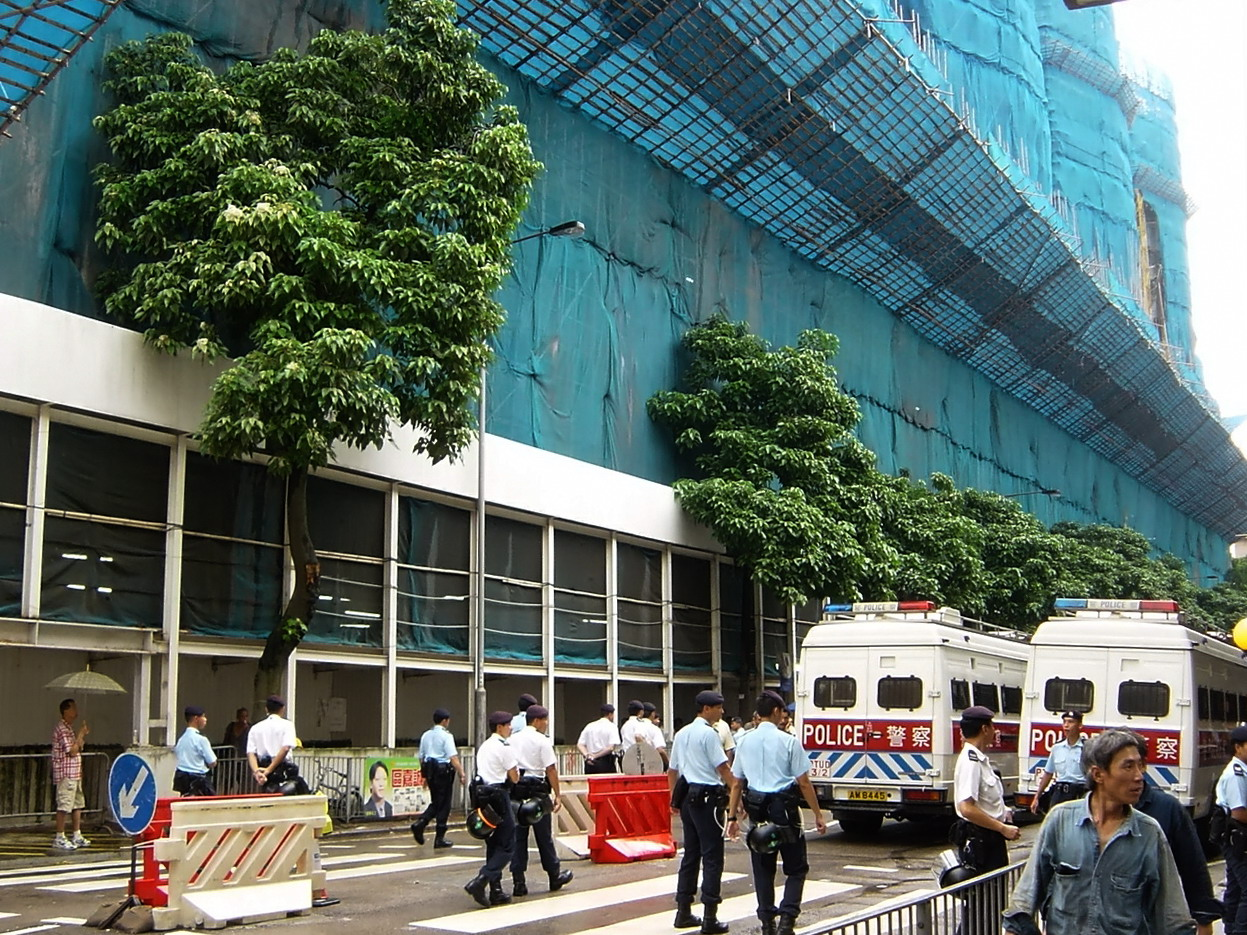
Officiers PTU durant une manifestation en aout 2007.
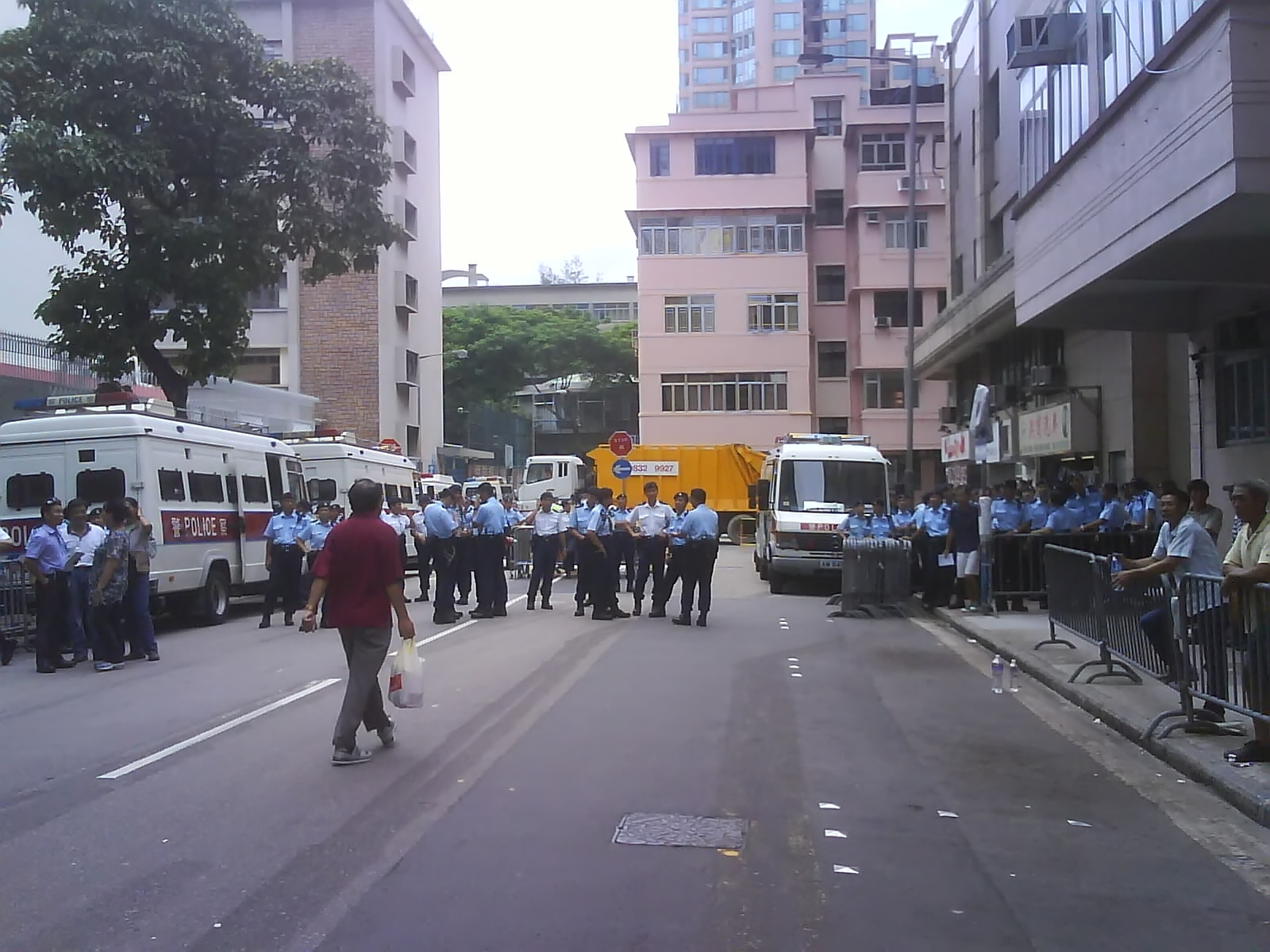
Officiers PTU durant une manifestation en aout 2007.

## Dans la culture
La Police Tactical Unit est au centre du film hongkongais PTU (2003).
La Police Tactical Unit peut être jouée dans le jeu de tir Tom Clancy's Rainbow Six: Siege (2015).